# Binka Scheljaskowa
Binka Scheljaskowa (bulgarisch Бинка Желязкова, mit vollen Namen Binka Dimitrowa Scheljaskowa-Ganewa, bulgarisch Бинка Димитрова Желязкова-Ганева; * 15. Juli 1923 in Swilengrad, Königreich Bulgarien; † 31. Juli 2011 in Sofia) war eine bulgarische Filmregisseurin und Drehbuchautorin. Aufgrund staatlicher Zensur wurden ihre Filme teilweise nicht gezeigt, was auch ihre Rezeption erschwerte. In den letzten Jahren wird ihre Bedeutung zunehmend erkannt.

## Leben und Werk
Scheljaskowa schloss 1956 ihr Studium am Theaterinstitut von Sofia ab und arbeitete anschließend kurz als Regieassistentin im Filmstudio „Bojana“ in Sofia. Im Folgejahr drehte in Kollaboration mit Hristo Ganew, der auch ihr Ehemann war, ihren ersten Langfilm Schiwotat si tetsche ticho.... Der Film verfolgt das Leben ehemaliger Parisanen, die sich nun in Machtpositionen innerhalb der Bulgarischen Kommunistischen Partei befinden. Der Film durch ein Parteidekret für 30 Jahre verboten und erst 1988 veröffentlicht. Es war der erste bulgarische Spielfilm, bei dem eine Frau Regie führte.
Ihr nächster Film …und sie waren jung entstand 1961 und gewann im selben Jahr auf dem Internationalen Filmfestival Moskau einen Goldenen Preis. Ihr nächster Film, Priwarsanijat balon, wurde mit Begeisterung auf Expo 67 in Montreal aufgenommen, doch auch dieser Film wurde verboten, da er Autorität untergraben und den bulgarischen Staatschef Todor Schiwkow lächerlich machen würde. Die Vertriebsverträge wurden aufgekündigt und der Film von den Internationalen Filmfestspielen von Venedig zurückgezogen. Der Film, der heute als ihr bedeutendster gilt, konnte erst auf der Berlinale 1989 erstmals auf einem Filmfestival laufen.
Ihr Film Das letzt Wort lief im Wettbewerb der Filmfestspiele von Cannes 1974. Der Film handelt von sechs Frauen, die als politische Häftlinge in einem Gefängnis einsitzen und auf ihre Hinrichtung warten. Auch in ihren zwei Dokumentarfilmen von 1982 beschäftigte sie sich mit (Frauen im) Gefängnis, diese wurden jedoch beide verboten und konnten erst 1990 gezeigt werden. Ihr Film Das Schwimmbassin gewann 1977 den silbernen Preis beim Internationalen Filmfestival in Moskau. Ihr nächster Film Goljamoto noschtno kapane (1980) lief zwar in Cannes in der Kategorie Un Certain Regard, wurde aber nicht in Bulgarien gezeigt.
1988 schuf sie einen zweiteiligen Fernsehfilm, der ihr letzter Film sein sollte. Nach dem Fall des Kommunismus in Bulgarien wurden zwar ihre beiden bis dahin nicht gezeigten Dokumentationen veröffentlicht, sie drehte aber keine neuen Filme mehr.

## Filmografie
R = Regie, D = Drehbuch
- 1957 (erst 1988 veröffentlicht): Schiwotat si tetsche ticho... (mit Hristo Ganew) (R)
- 1961: ... und sie waren jung (A bjachme mladi) (R)
- 1967: Priwarsanijat balon (R)
- 1973: Das letzte Wort (Poslednata duma) (R, D)
- 1977: Das Schwimmbassin (Basejnat) (R)
- 1980: Goljamoto noschtno kapane (R)
- 1982 (erst 1990 veröffentlicht): Lice i opuko (Dokumentarfilm) (R, D)
- 1982 (erst 1990 veröffentlicht): Nani-na (Dokumentarfilm) (R, D)
- 1988: Noschtschtem po pokriwite (Fernsehfilm) (R)